# Casasco
Casasco és un municipi situat al territori de la província d'Alessandria, a la regió del Piemont, (Itàlia).
Limita amb els municipis d'Avolasca, Brignano-Frascata, Garbagna, Momperone i Montemarzino.
Pertany al municipi la frazione de Magrassi. Forma part de la Comunità Montana Valli Curone Grue e Ossona.